# Situne Dei
Situne Dei, med underrubriken Årsskrift för Sigtunaforskning och historisk arkeologi, är Sigtuna museums vetenskapliga årsskrift.

## Historik
Utgivningen av den nuvarande årsskriften inleddes 2006, men är en fortsättning på en publikation med samma namn (men med underrubriken Sigtuna Fornhems årsbok) som utkom 1942–1952.

## Inriktning och redaktion
Situne Dei utges av Sigtuna museum och inriktningen är arkeologisk, historisk och runologisk. I redaktionen har tidigare ingått Sten Tesch och Anders Wikström. 2016 års redaktion består av Anders Söderberg, Charlotte Hedenstierna-Jonson, Anna Kjellström, Johan Runer, Magnus Källström samt Rune Edberg som arbetat med skriften sedan 2006 års utgåva. Redaktör för årsboken som utkom 1942–1952 var Holger Arbman och i redaktionen ingick Wilhelm Holmqvist, båda på sin tid välkända svenska arkeologer.

## Namnet
Namnet Situne Dei är taget efter en inskrift på ett mynt, som präglats för Olof Skötkonung i Sigtuna omkring år 1000. Tidigare tolkades inskriften som ”Guds Sigtuna”. Nyare forskning ser dock frasen Situne Dei som en felprägling, orsakad av myntare som inte varit läskunniga. Det finns för övrigt många andra förvirrade inskrifter bland de första Sigtunamynten. Detta hindrar inte att Sigtuna av allt att döma ursprungligen anlagts som ett kristet kungafäste. När utgivningen av årsskriften Situne Dei återupptogs, behölls därför namnet för att betona kontinuiteten med äldre Sigtunaforskning.